# Nadwiślańskie Jednostki Wojskowe

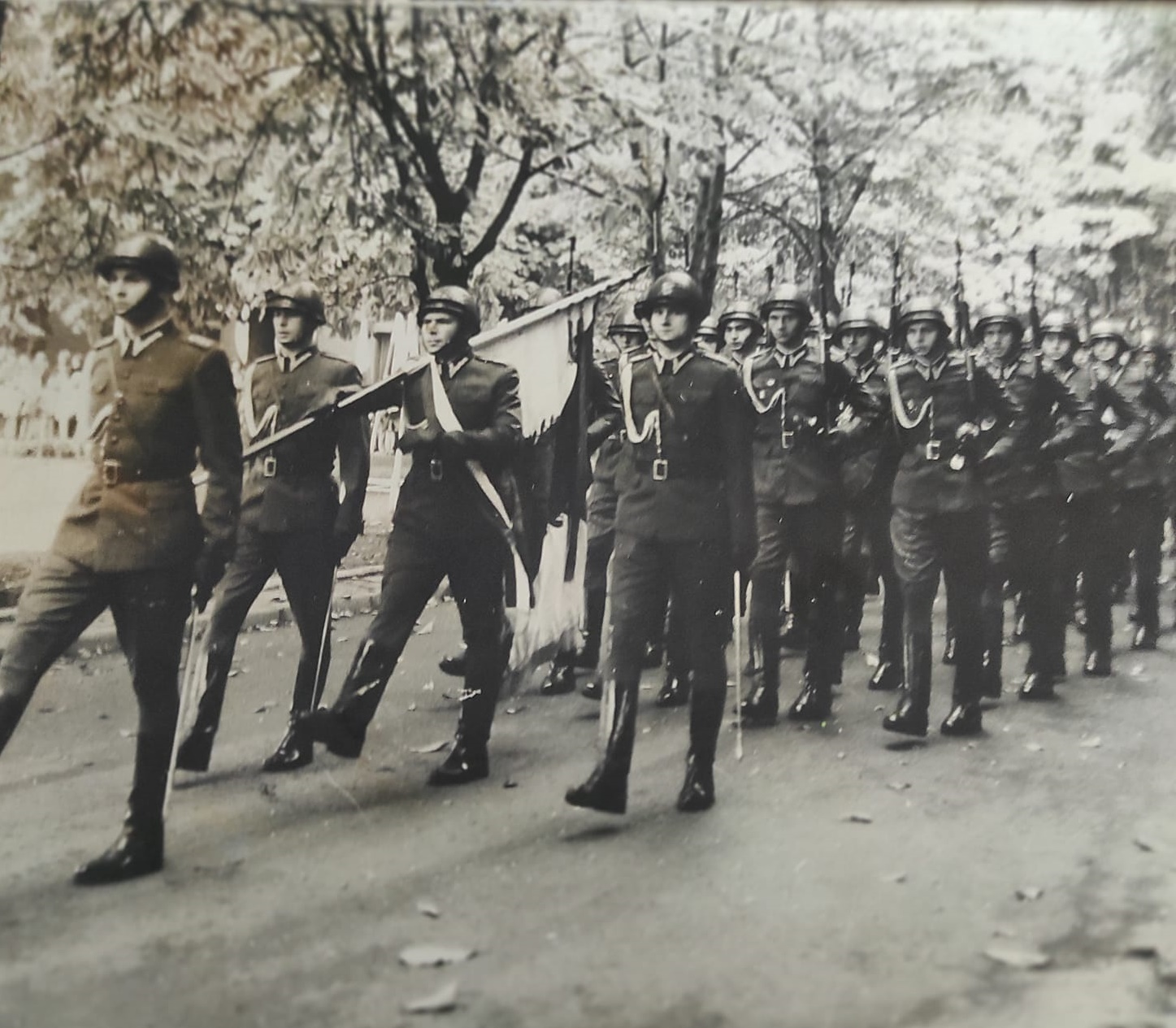
Kompania honorowa w hełmach

Nadwiślańskie Jednostki Wojskowe – polska formacja wojskowa istniejąca w latach 1974–2001, podległa ministerstwu spraw wewnętrznych. Żołnierze tej formacji pełnili zadania ochronno-reprezentacyjne na obiektach administracji państwowej.

## Historia formacji
Nadwiślańskie Jednostki Wojskowe MSW powstały 1 września 1974 r. z przekształcenia Nadwiślańskiej Brygady MSW im. Czwartaków AL. Było to związane z rozbudową Nadwiślańskiej Brygady MSW im. Czwartaków AL podległej ministrowi spraw wewnętrznych.
Swoją nazwę Nadwiślańskie Jednostki Wojskowe zawdzięczają położeniu siedziby ich dowództwa i koszar min. 1 Warszawskiej Brygady Zmotoryzowanej im. Czwartaków AL w Warszawie przy ulicy Podchorążych 38 w pobliżu Wisły.
Do 1990 r. pełniły tylko zadania ochronno-reprezentacyjne na obiektach administracji państwowej. Po zmianach ustrojowych zostały rozbudowywane i otrzymały nowe zadania. Były nadal podporządkowane ministrowi spraw wewnętrznych, jednocześnie wchodząc w skład Sił Zbrojnych Rzeczypospolitej Polskiej.
W 1990 r. z rozkazu ministra spraw wewnętrznych z dnia 13 lipca 1990 (nr 001/90) powołano w strukturze NJW MSW jednostkę specjalną GROM Grupa Reagowania Operacyjno-Manewrowego, funkcjonującą jako jednostka wojskowa 2305. Dowódcą został gen. Sławomir Petelicki. GROM przekazano z MSW do MON w 1999 r.
W 1992 r., w czasach transformacji ustrojowej, pojawiła się koncepcja przekształcenia Nadwiślańskich Jednostek Wojskowych w Gwardię Narodową Rzeczypospolitej Polskiej, która byłaby podporządkowana prezydentowi. Koncepcja nie została jednak zrealizowana.
Od 1 stycznia 1997 r., po zniesieniu urzędu Ministra Spraw Wewnętrznych i utworzeniu w jego miejsce urzędu Ministerstwa Spraw Wewnętrznych i Administracji, na mocy ustawy z dnia 8 sierpnia 1996 r. pt. Przepisy wprowadzające ustawy reformujące funkcjonowanie gospodarki i administracji publicznej, Nadwiślańskie Jednostki Wojskowe MSW zmieniły nazwę na Nadwiślańskie Jednostki Wojskowe Ministerstwa Spraw Wewnętrznych i Administracji (MSWiA).
22 stycznia 2000 r. MSWiA podjęło decyzję o likwidacji jednostek (decyzja nr 23). Decyzja została przesądzona zapisem art. 134 ust. 2 Konstytucji RP z dnia 2 kwietnia 1997 roku, który określa rolę Prezydenta RP jako najwyższego zwierzchnika Sił Zbrojnych, sprawowaną poprzez Ministra Obrony Narodowej. Według Ustawy o działach administracji rządowej, polscy żołnierze mogą pozostawać tylko pod komendą Ministerstwa Obrony Narodowej. Zadania, za które były odpowiedzialne Nadwiślańskie Jednostki Wojskowe MSWiA, zostały przejęte przez Biuro Ochrony Rządu.
Ostatnim dowódcą i likwidatorem Nadwiślańskich Jednostek Wojskowych MSWiA był płk Damian Jakubowski. 1 Warszawską Brygadę Zmotoryzowaną im. Czwartaków AL liczącą prawie 3 tysiące żołnierzy wraz z kilkoma innymi jednostkami przejęło w części Biuro Ochrony Rządu BOR. MSWiA postanowiło, że pozostały sprzęt likwidowanych jednostek zostanie rozparcelowany między policję i straż graniczną.103 Pułk Lotnictwa dysponujący śmigłowcami wejdzie w skład krajowego systemu ratowniczo-gaśniczego, budynki i nieruchomości zostaną przejęte przez Ministerstwo Obrony Narodowej lub pozostaną w gestii MSWiA zaś tereny, które zajmowały Nadwiślańskie Jednostki Wojskowe w całym kraju zostaną przekazane starostwom powiatów. Część żołnierzy rozwiązanych jednostek znalazła zatrudnienie w BOR, GROM-ie i Straży Granicznej. Około pół tysiąca żołnierzy zawodowych i 200 pracowników cywilnych straciło pracę w wyniku likwidacji NJW.
Do końca grudnia 2001 r. Nadwiślańskie Jednostki Wojskowe MSWiA zostały ostatecznie zlikwidowane.
Zadania tej formacji w zakresie ochrony obiektów pełni obecnie Służba Ochrony Państwa.

## Zadania
Do zadań, które wykonywały Nadwiślańskie Jednostki Wojskowe MSW od 1974 do 1990, należała ochrona ważnych obiektów rządowych Urzędu Rady Ministrów i reprezentacyjnych jak Belweder, Wilanów, obecny Pałac Prezydencki, Natolin itp., oraz specjalnych w Warszawie i na terenie kraju np. ochrona ośrodków łączności MSW czy wypoczynkowych URM w Łańsku, Trójcy, Juracie i Arłamowie – Ośrodek Wypoczynkowy Urzędu Rady Ministrów.
Wykonywanie usług specjalnego transportu lotniczego, poczty specjalnej realizowane przez 103 pułk lotniczy.
Zadania ochrony i reprezentacyjne realizowała 1 Warszawska Brygada Zmotoryzowana im. Czwartaków AL JW 2610.
W latach 90. XX wieku, w czasach transformacji ustrojowej, przeorientowano zakres zadań Nadwiślańskich Jednostek MSWiA, skupiając się w większym stopniu na ochronie obiektów rządu i państwa, Sejmu i Senatu, w tym na ochronie pirotechnicznej, oraz poszerzając zakres zadań o ochronę zagranicznych placówek dyplomatycznych w Polsce i polskich misji dyplomatycznych i konsularnych za granicą, a także na działaniach antyterrorystycznych. W ramach prowadzonego systemu ochrony NJW MSWiA dysponowało stałymi posterunkami wartowniczymi oraz dokonywało pieszych i zmotoryzowanych patroli. Na terenie ochranianych obiektów NJW MSWiA przeprowadzały rozpoznania radiologiczne, chemiczne i pirotechniczne oraz w przypadku wykrycia któregoś z ww. zagrożeń były odpowiedzialne za jego neutralizację, np. materiału wybuchowego.
Żołnierze NJW MSWiA ochraniający obiekty posiadali od 1996 r. uprawnienia Policji, umożliwiające im podejmowanie interwencji wobec osób naruszających prawo, np. zakłócających porządek publiczny czy dokonujących kradzieży w rejonach pełnionej przez nich służby. Uprawnienia te obejmowały możliwość legitymowania, zatrzymania, dokonywania kontroli osobistej, przeglądania bagaży, stosowania środków przymusu bezpośredniego, a nawet użycia broni palnej.
Ponadto w przypadku zaistnienia sytuacji kryzysowej Nadwiślańskie Jednostki Wojskowe MSWiA miały obowiązek wspierać Straż Graniczną oraz Państwową Straż Pożarną. Trzystu żołnierzy NJW MSWiA od 1 lipca 1998 r. patrolowało ulice wraz z policjantami w łączonych patrolach.

## Umundurowanie
Wzór charakterystycznego munduru żołnierzy tej formacji, noszonego podczas pełnienia służby wartowniczej i reprezentacyjnej, ze stojącym kołnierzem bluzy z wyszywanymi patkami, bryczesami, długimi czarnymi butami, pasem typu oficerskiego, granatowym sznurem służbowym lub srebrnym typu oficerskiego w przypadku kompanii honorowej, był oparty na mundurze przedwojennej Kompanii Zamkowej. Na głowie żołnierze mieli czapki garnizonowe okrągłe do 1993 roku a później rogatywki.

### W latach 1965–1992

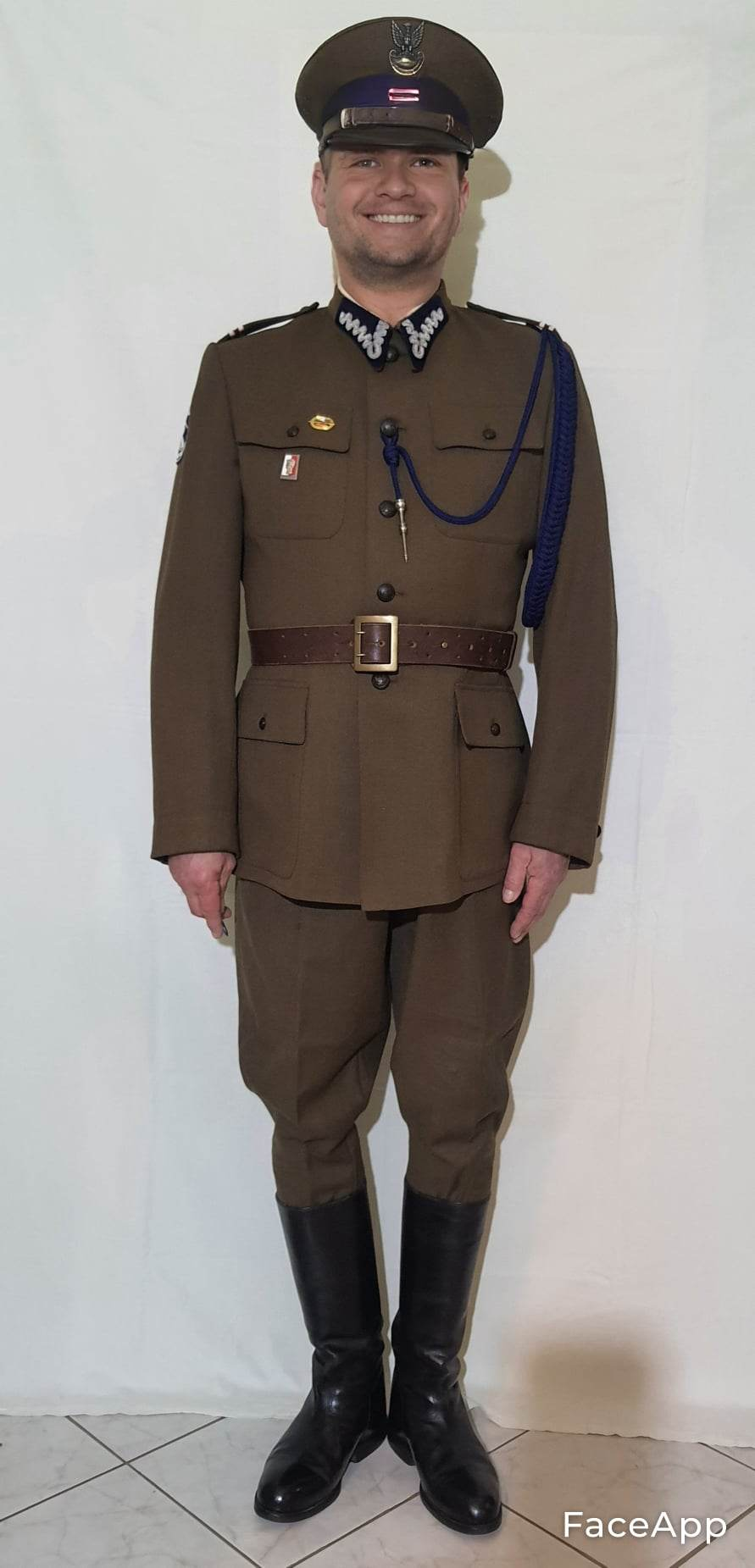
Mundur żołnierzy służby zasadniczej 1 Warszawskiej Brygady Zmotoryzowanej NJW MSW do 1993(replika)

Żołnierzy 1 Warszawskiej Brygady Zmotoryzowanej MSW oraz żołnierzy pełniących służbę w innych jednostkach NJW MSW obowiązywały przepisy ubiorcze żołnierzy Wojska Polskiego, które dotyczyły umundurowania oraz sposobów noszenia oznak wojskowych, orderów, odznaczeń, medali itd.

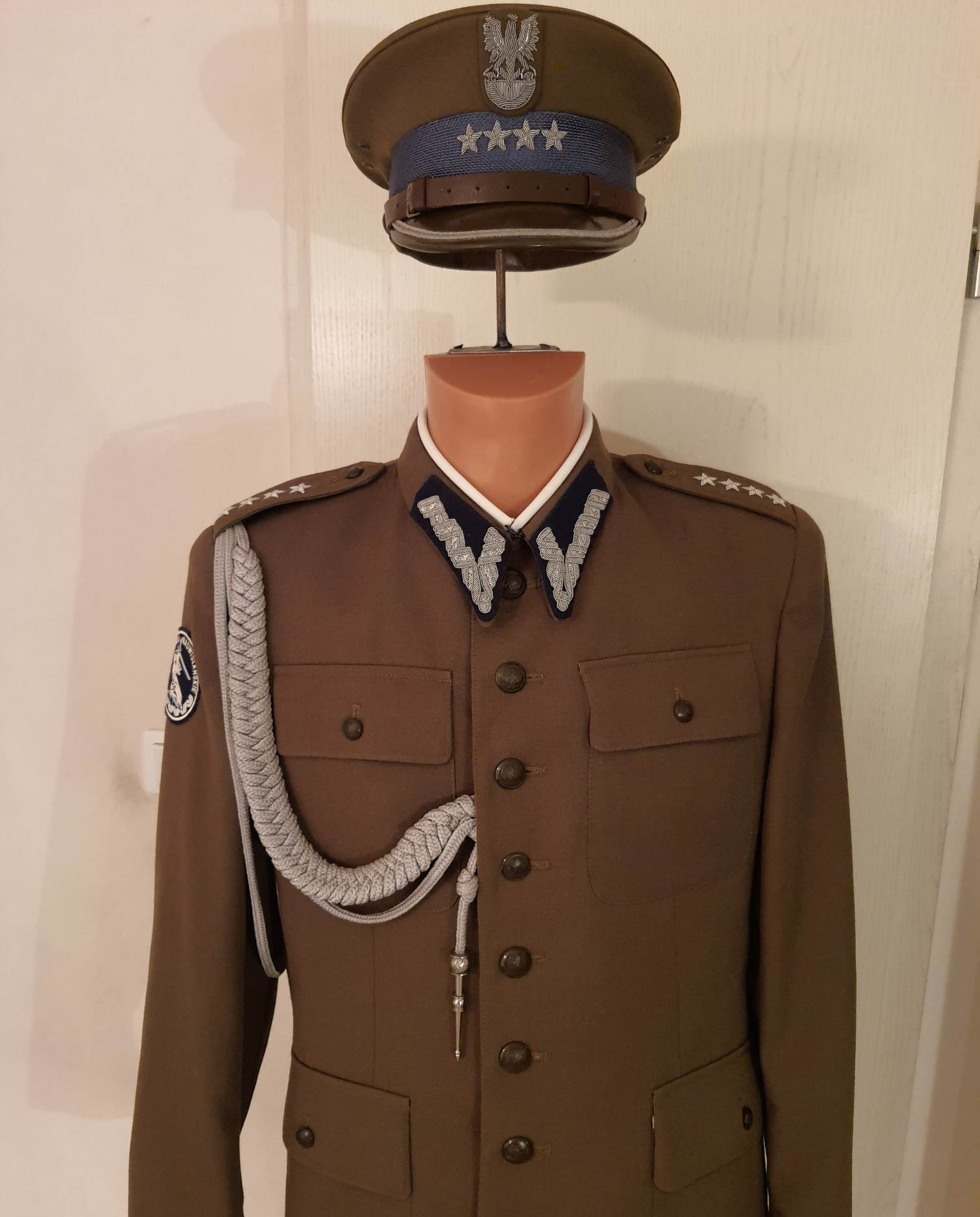
Mundur galowy oficera NJW MSW do 1993 (replika)

Do 1980 r. podoficerowie i szeregowi służby zasadniczej NJW MSW (z wyjątkiem 1 WBZmot.) nosili umundurowanie koloru i wzoru obowiązującego w wojskach lądowych Ministerstwa Obrony Narodowej, ich otoki na czapkach garnizonowych były koloru granatowego (mundury identyczne jak żołnierzy WOWewn), zaś żołnierze 103 pułku lotniczego NJW MSW nosili umundurowanie koloru i wzoru obowiązującego w wojskach lotniczych, lecz z pewnymi zastrzeżeniami dotyczącymi umundurowania w czasie pełnienia służby. Po 1980 r. wszyscy żołnierze NJW (z wyjątkiem 103 pułku lotniczego) otrzymali umundurowanie wzoru obowiązującego w 1 WBZmot.
Szeregowcy i podoficerowie zasadniczej służby wojskowej 1 Warszawskiej Brygady Zmotoryzowanej w czasie pełnienia służby wartowniczej i reprezentacyjnej oraz jako mundur wyjściowy nosili:
- kurtki wyjściowe z patkami (patki na kołnierzach kurtek granatowe) zapinane pod szyję
- spodnie wyjściowe do butów tzw. bryczesy
- buty czarne długie nazywane ''bukaty''
- pas oficera koloru brązowego
- sznur służbowy koloru granatowego (kompania honorowa oficerski sznur galowy)
- czapka okrągła z granatowym otokiem

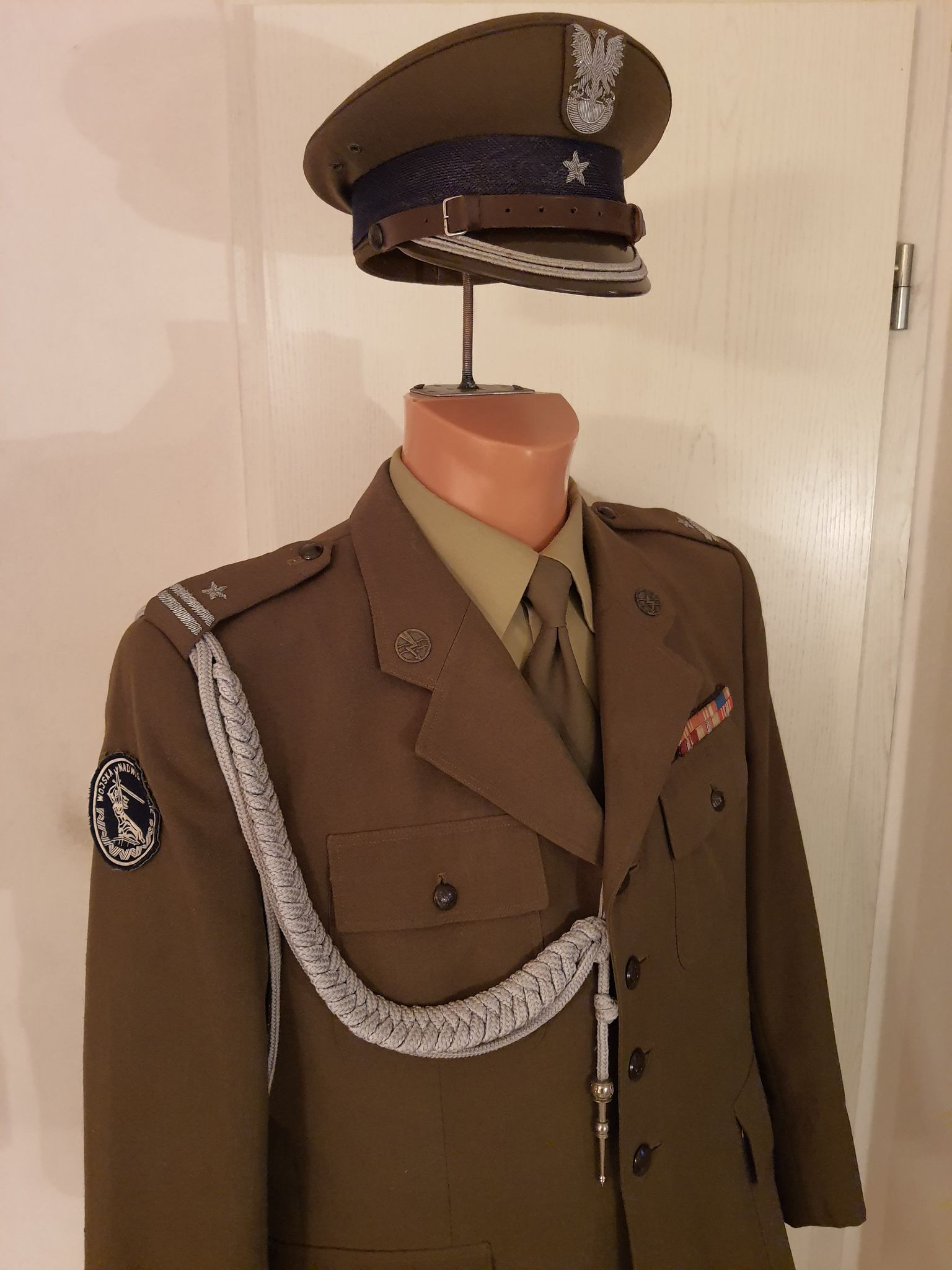
Mundur wyjściowy i służbowy oficera NJW MSW do 1993(replika)

Żołnierze zawodowi NJW MSW posiadali mundur wyjściowy oraz służbowy wzoru i koloru wojsk lądowych MON. Podczas pełnienia służby reprezentacyjnej nosili mundur wzoru NJW MSW.
- mundur galowy NJW gabardynowy
- buty oficera czarne tzw. oficerki
- pas oficera z koalicyjką brązowy
- sznur galowy w kolorze srebrnym
- czapkę okrągłą z granatowym otokiem

### Od 1993
W 1993 r. zarządzeniem Ministra Spraw Wewnętrznych Nr 98 straciły moc przepisy ubiorcze z 1972 r. Według nowych przepisów w czasie pełnienia służby reprezentacyjnej oraz służby wartowniczej na posterunkach o charakterze reprezentacyjno-ochronnym żołnierze służby zasadniczej Nadwiślańskich Jednostek Wojskowych MSW nadal nosili mundur wyjściowy (w kolorze khaki) charakterystyczny dla NJW, czapkę rogatywkę (otok czapki i kolor patek zmieniono na szafirowy), buty bukatowe czarne, czarny pas oficera z koalicyjką i sznur służbowy NJW. Na pozostałych posterunkach żołnierze zasadniczej służby wojskowej NJW MSW nosili beret w kolorze szafirowym i umundurowanie polowe.
Żołnierze zawodowi NJW MSW w czasie pełnienia służby reprezentacyjnej na posterunkach o charakterze reprezentacyjno-ochronnym nosili:
- mundur galowy NJW gabardynowy
- buty oficera czarne tzw. oficerki
- pas oficera z koalicyjką czarny
- sznur galowy w kolorze srebrnym
- czapkę rogatywkę z szafirowym otokiem

W pozostałych sytuacjach nosili umundurowanie polowe.

## Udział w wydarzeniach politycznych
W początkowym okresie stanu wojennego w Polsce 1 Warszawska Brygada Zmotoryzowana im. Czwartaków AL została wyznaczona do ochrony obiektów RTV w ramach operacji Azalia po zajęciu ich przez pododdziały 6 Pomorskiej Dywizji Powietrznodesantowej
W trakcie prezydentury Lecha Wałęsy i Aleksandra Kwaśniewskiego utrzymały swoją pozycję w MSW.
W czerwcu 1992 r. w mediach pojawiły się informacje o próbie wyprowadzenia wojsk NJW z koszar w związku z ogłoszeniem tzw. Listy Macierewicza, która zawierała nazwiska domniemanych agentów SB w Sejmie i wśród najwyższych urzędników państwowych. Doszło do upadku rządu Jana Olszewskiego i odejścia Antoniego Macierewicza, który był ministrem spraw wewnętrznych w rządzie Jana Olszewskiego. Sprawa ta nie została w pełni wyjaśniona.

## Żołnierze Nadwiślańskich Jednostek Wojskowych
Dowódcy 
- płk/gen. bryg. Jan Siuchniński (1965–1983)[28]
- płk Wiktor Filipek (1983–1985)[29]
- gen. bryg. Edward Wejner (od sierpnia 1985 do 30 kwietnia 1992)[30]
- płk dypl. pil. Józef Pęcko (od 30 kwietnia do 31 sierpnia 1992)[31]
- kontradm./wiceadm. Marek Toczek (1992–1995)[32]
- gen. bryg. Zbigniew Bieżuński (1995–1996)[33]
- gen. bryg. Bronisław Młodziejowski (1996–2000)[14]
- płk dypl. Damian Jakubowski (2000–2001)[14]

 Oficerowie 
- gen. bryg. Janusz Jakubowski

## Jednostki wojskowe
W skład Nadwiślańskich Jednostek Wojskowych, wbrew nazwie, wchodziły także jednostki niestacjonujące nad Wisłą. Najwięcej spośród dwudziestu kilku jednostek stacjonowało w Warszawie i okolicy, lecz niektóre były rozlokowane w innych miejscach w kraju np. Katowicach, Kielcach, Olsztynie i w Bieszczadach.
Od 1992 r., po przejęciu 6 jednostek z WOWewn, do jesieni 1999 r. (w czasie pokoju) NJW MSW liczyły około 12,5 tysiąca żołnierzy, w tym 2 tysiące żołnierzy zawodowych.
Struktury operacyjne NJW obejmowały: dowództwo, brygadę zmotoryzowaną, brygadę łączności, dwa pułki ochrony, dwa pułki zabezpieczenia, pułk zmotoryzowany, pułk lotniczy, pułk dowodzenia, ośrodek szkolenia, oddział Żandarmerii Wojskowej, oraz jednostki i instytucje pomocnicze.
Dowództwo Nadwiślańskich Jednostek Wojskowych MSW mieściło się w Warszawie przy ul. Podchorążych 38.

### Lista jednostek wojskowych NJW MSW
Dowództwo NJW MSW (JW 2601) – Warszawa;
Brygady:

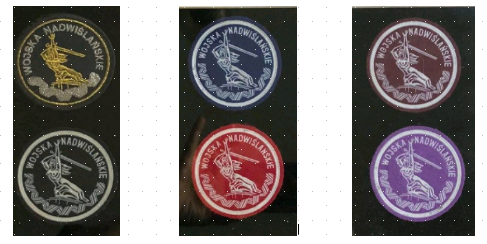
Naszywki organizacyjne NJW MSW. Kolor granatowy - (złota Nike), dowództwo NJW MSW, kolor granatowy - (srebrna Nike) żołnierze 1 WBZ-mot. Niebieski - pozostałe jednostki NJW MSW. Czerwony - Żandarmeria Wojskowa NJW MSW. Bordowy- służba zdrowia. Filetowa - kapelani.

- 1 Warszawska Brygada Zmotoryzowana im. Czwartaków AL (JW 2610) – Warszawa; w 1999 r. przekazana do Biura Ochrony Rządu[15]; od 2018 r. podległa Służbie Ochrony Państwa;
- 6 Śląska Brygada Zmotoryzowana im. Gwardii Ludowej – Katowice; rozformowana w 1990 r.[35];

Pułki:
- 3 pułk zabezpieczenia (JW 2621) – Legionowo, Piaseczno i Warszawa-Szczęśliwice, potem od 1994 r. Warszawa-Bemowo. W 1997 r. nastąpiła zmiana nazwy na 3 pułk zabezpieczenia inżynieryjnego. W 1998 r. przeniesiony do Emowa, rozformowany 31 marca 2000 r.[36];
- 4 Bieszczadzki Pułk Zmotoryzowany (JW 2667) – także 4 pułk ochrony; od 1973 dowództwo i sztab stacjonowały w Kwaszeninie, pododdziały w Trójcy, Grąziowej i Trzciańcu, do 1981 r. także w Mucznem, Tarnawie Niżnej i Wołosatem. W latach 1993–1994 w całości przemieszczony do Sanoka. Rozformowany 31 grudnia 1999 r.[37];
- 7 pułk łączności (JW 1060) – Legionowo, Emów; przeformowany w 7 pułk dowodzenia;
- 7 pułk dowodzenia (JW 2909) – Emów, powstał na bazie 7 pł. Obecnie Centralny Ośrodek Szkolenia Agencji Bezpieczeństwa Wewnętrznego;
- 103 Pułk Lotniczy (JW 1159) – Warszawa-Bemowo, ul. Kocjana 3.

Bataliony:
- 9 samodzielny batalion zaopatrzenia i obsługi Dowództwa NJW MSW (JW 2102) – Warszawa[36];
- 7 Samodzielny Batalion Inżynieryjno-Budowlany (JW 1917) – Warszawa, ul. Kocjana 3[36].

Inne jednostki:
- Ośrodek Szkolenia Poligonowego NJW MSW (JW 2501) – Raducz. W latach 1965–1979 jako JW 1914, od 1979 roku jako JW 2501, rozformowany 31 sierpnia 1999;
- Centralny Ośrodek Szkolenia NJW MSW (JW 1492) – Katowice; od 1965 do 1979 r. Ośrodek Szkolenia Rezerw MSW i Milicji, w 1999 r. przemieszczony do Raducza; po rozwiązaniu NJW przekazany w podporządkowanie BOR. Od 2018 r. Ośrodek Szkoleniowy Służby Ochrony Państwa;
- Samodzielny Oddział Żandarmerii Wojskowej NJW MSW (JW 2780) – Emów, następnie Warszawa[38];
- Składnica Techniczno-Materiałowa (JW 2804) – Linin;
- Samodzielna Stacja Naprawcza – Warszawa-Bemowo;
- Centrum Radiowe (JW 2861) – Warszawa;
- Centralna Składnica Amunicji (JW 1774) – Stara Wieś;
- Główny Węzeł Łączności (JW 1061) – Warszawa ul. Podchorążych 38. Jednostka odpowiedzialna za obsługę i kontrolę łączności dowództwa i jednostek garnizonu, składająca się z ośrodka informacyjnego, ośrodka kryptograficznego oraz stacji nadawczych i odbiorczych. W 1999 roku podporządkowany BOR[36];
- Grupa Reagowania Operacyjno-Manewrowego (JW 2305) – utworzona w 1990 r.; w 1999 r. przekazana do Ministerstwa Obrony Narodowej;
- Oddział Zabezpieczenia Obiektów Specjalnych – Warszawa, ul. Podchorążych 38[35]
- Podoficerska Szkoła Piechoty (PSP) – Warszawa ul. Podchorążych 38.
- Kompania pirotechniczna[39].
- Motocyklowa eskorta honorowa[39]

### Rozbudowa w 1992

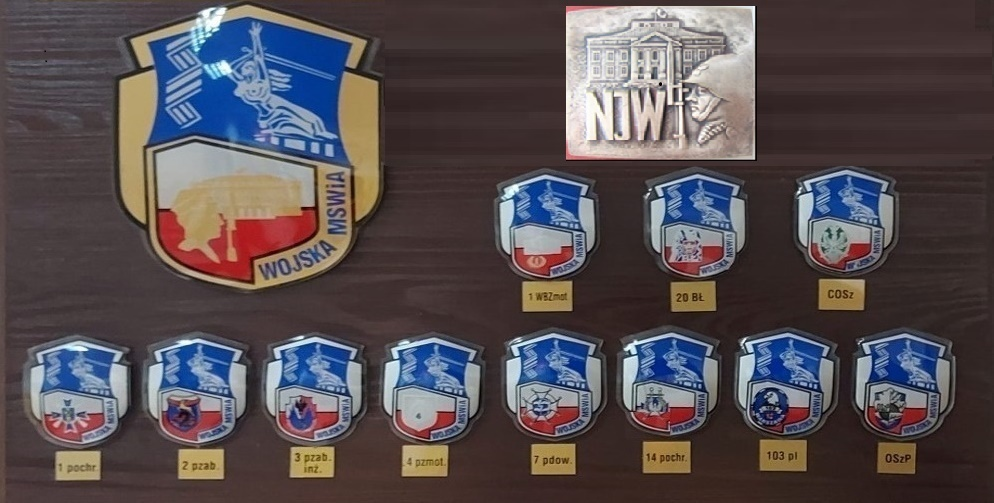
Odznaki Pułkowe NJW MSWiA (po 1990)

Na podstawie decyzji Prezydenta RP z dnia 4 listopada 1991 roku od 1 stycznia 1992 r. Nadwiślańskim Jednostkom Wojskowym MSW zostało podporządkowanych pięć jednostek wojskowych z rozwiązanych Wojsk Obrony Wewnętrznej, wraz ze strukturą sztabową oraz Oddział Zabezpieczenia Stanowisk Kierowania:
- 14 Mazurska Brygada Zmotoryzowana – przemianowana na 14 Pułk Ochrony (JW 2839) – Olsztyn[19].
- 2 Pułk Zabezpieczenia (od 01.01.1993) (JW 3466) – Czerwony Bór, poprzednio batalion zabezpieczenia.
- 20 Brygada Łączności Ziemi Kieleckiej (JW 3417) – Kielce[43].
- 1 Mazowiecka Brygada przemianowana na 1 Mazowiecki Pułk Ochrony (JW 4829) – Góra Kalwaria.
- 112 Batalion Zabezpieczenia (JW 1076) – Linin.
- Oddział Zabezpieczenia Stanowisk Kierowania.

## Służba zdrowia NJW MSW
W związku z realizacją ważnych zadań na obiektach państwowych przez żołnierzy NJW MSW, w 1965 powołano własną służbę zdrowia. Do jej głównych zadań należało m.in.;
- określanie standardów ochrony zdrowia i opieki psychologicznej w jednostkach

- sprawowanie nadzoru nad placówkami ochrony zdrowia w jednostkach

- wdrażanie i doskonalenie metod oraz technik doboru i selekcji żołnierzy do służby ochronno - wartowniczej

- kontrolowanie stanu sanitarno – higienicznego w ochranianych obiektach, w zakresie pełnienia służby wartowniczej[44]